# Pyszczynek
Pyszczynek (prononciation : [pɨʂˈt͡ʂɨnɛk]) est un village polonais de la gmina de Gniezno dans le powiat de Gniezno de la voïvodie de Grande-Pologne dans le centre-ouest de la Pologne.
Il se situe à environ 4 kilomètres au nord de Gniezno (siège de la gmina et du powiat) et à 50 kilomètres à l'est de Poznań (capitale régionale).
Le village possédait une population de 204 habitants en 2011.

## Histoire
De 1975 à 1998, le village faisait partie du territoire de la voïvodie de Poznań.

Depuis 1999, Pyszczynek est situé dans la voïvodie de Grande-Pologne.